# Katastrofa lotu Ethiopian Airlines 302
Katastrofa lotu Ethiopian Airlines 302 – katastrofa lotnicza samolotu Boeing 737 MAX 8, należącego do linii lotniczych Ethiopian Airlines, do której doszło 10 marca 2019 w Etiopii we wschodniej Afryce. W wyniku katastrofy śmierć ponieśli wszyscy znajdujący się na pokładzie – 157 osób, w tym 149 pasażerów i 8 członków załogi.

## Przebieg lotu
Samolot Boeing 737 MAX 8, należący do linii lotniczych Ethiopian Airlines, miał odbyć regularny lot rejsowy z Addis Abeby do Nairobi. Na pokładzie było 157 osób – 149 osób i 8 członków załogi. Feralnego dnia, kapitanem samolotu był Yared Getachew, a drugim pilotem był Ahmednur Mohammed. Samolot zniknął z radaru i rozbił się w pobliżu miasta Debre Zeit o godzinie 8:44 czasu lokalnego.
W Etiopii 11 marca 2019 został ogłoszony dniem żałoby narodowej.

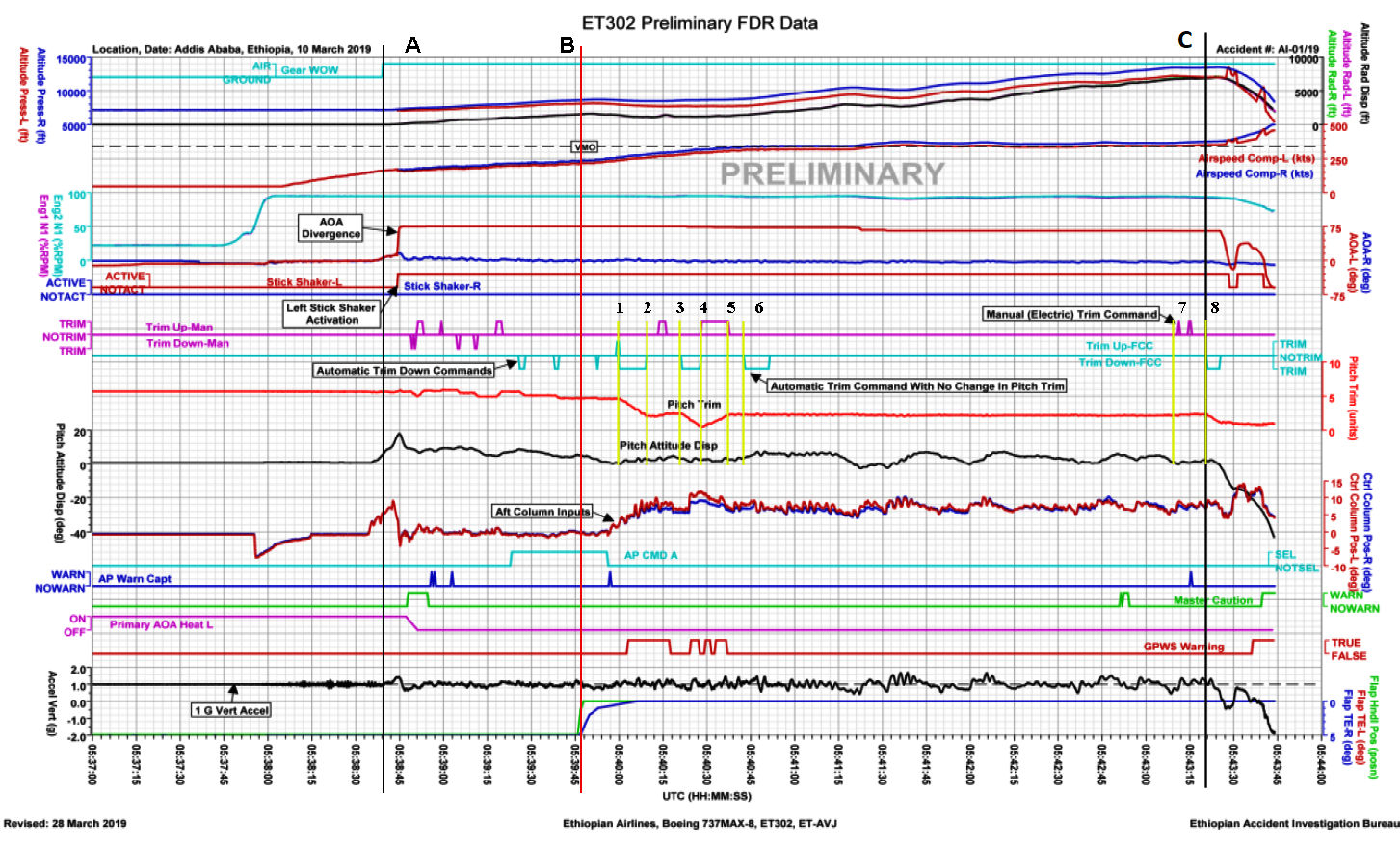
Parametry lotu

## Ofiary
Wśród 157 osób na pokładzie znajdowali się obywatele 35 państw.
| Państwo           | Liczba osób |
| ----------------- | ----------- |
| Kenia             | 32          |
| Kanada            | 18          |
| Etiopia           | 17          |
| Chiny             | 8           |
| Stany Zjednoczone | 8           |
| Włochy            | 8           |
| Francja           | 7           |
| Wielka Brytania   | 7           |
| Egipt             | 6           |
| Niemcy            | 5           |
| Indie             | 4           |
| Słowacja          | 4           |
| Austria           | 3           |
| Rosja             | 3           |
| Szwecja           | 3           |
| Hiszpania         | 2           |
| Izrael            | 2           |
| Maroko            | 2           |
| Polska            | 2           |
| Arabia Saudyjska  | 1           |
| Belgia            | 1           |
| Dżibuti           | 1           |
| Indonezja         | 1           |
| Irlandia          | 1           |
| Jemen             | 1           |
| Mozambik          | 1           |
| Nepal             | 1           |
| Nigeria           | 1           |
| Norwegia          | 1           |
| Rwanda            | 1           |
| Serbia            | 1           |
| Somalia           | 1           |
| Sudan             | 1           |
| Togo              | 1           |
| Uganda            | 1           |
| Razem             | 157         |

## Wstępne ustalenia
4 kwietnia 2019 roku Etiopski Urząd Lotnictwa Cywilnego (Ethiophian Civil Aviation Authority, ECAA) przedstawił wstępne ustalenia dotyczące katastrofy lotu Ethiopian Airlines 302. Potwierdził on, że piloci zostali poinformowani o nowych procedurach dotyczących tego typu samolotów, wprowadzonych przez Boeinga po katastrofie lotu Lion Air 610 (dotyczyły one systemu MCAS). Według etiopskiej minister transportu, Dagmawit Moges, załoga "wykonała wielokrotnie wszystkie procedury dostarczane przez producenta, ale nie była w stanie kontrolować samolotu". Według raportu, ciąg silników przez cały lot znajdował się w ustawieniu startowym, a przepustnica nie przesuwała się przez cały lot. Raport stwierdzał również, że pomimo rozpoznania przez załogę problemu z systemem MCAS i wyłączenia go, nie była ona w stanie przeciwdziałać dużym siłom działającym na wolant i trymer przy nadmiernej prędkości. 
W wyniku tych ustaleń znaczna część Boeingów 737 MAX została uziemiona do czasu wyeliminowania błędów w systemie MCAS.
Pojawiły się również spekulacje o ptaku lub jakichś odłamkach uderzających w samolot, zostały one jednak zdementowane przez Etiopskie Linie Lotnicze. Główny śledczy Amdye Ayalew Fanta stwierdził zaś, że nie ma niczego, co wskazywałoby na ten typ uszkodzeń.